# ニュース

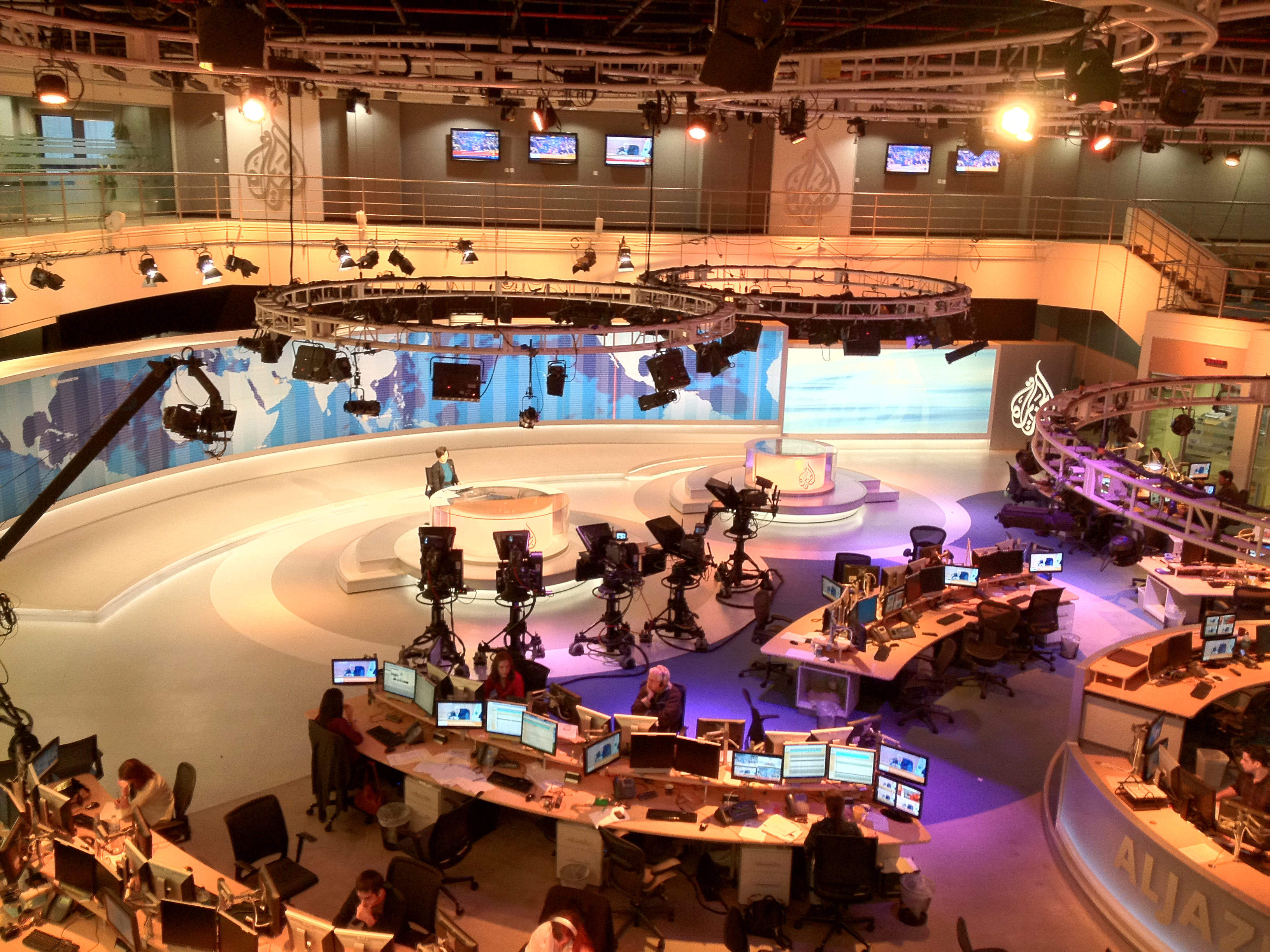
Al Jazeera English（アルジャジーラの英語チャンネル）のニュースルーム

ニュース（英: news）とは、最新の出来事に関する情報のことである。これはさまざまなメディアを通じて提供される：口コミ、印刷、郵便システム、放送、通信、または証人や目撃者の証言を通じてである。ニュースは時にハードニュースと呼ばれ、これはソフトメディアと区別するためである。
ニュース報道の主題には、戦争、政府、政治、教育、健康、経済、ビジネス、ファッション、スポーツ、エンターテインメント、そして気候変動環境、さらには奇妙または異常な出来事が含まれる。君主制の儀式、法 (法学)、租税、公衆衛生、そして犯罪者に関する政府の発表は、古代からニュースと呼ばれてきた。政府のコミュニケーションと諜報ネットワークに促進されることが多いテクノロジー的および社会変動論的発展は、ニュースが広がる速度を向上させるとともに、その内容にも影響を与えてきた。
歴史を通じて、人々は口頭の手段で新しい情報を伝達してきた。中国で数世紀にわたって発展した新聞は、近世のヨーロッパで確立された。20世紀には、ラジオとテレビがニュースを伝達する重要な手段となった。一方、21世紀では、インターネットも同様の役割を果たし始めている。

## 意味

### 語源
英語の単語「news」は14世紀に「new」の複数形の特殊な用法として発展した。中英語では、同等の言葉はnewesであり、フランス語のnouvellesに似ている。同様の発展はスラヴ語派で見られる—特にセルビア・クロアチア語のnovost（nov「新しい」から）、チェコ語とスロバキア語のnoviny（nový「新しい」から）、ポーランド語のnowiny（novineyと発音される）、ブルガリア語のnovini、そしてロシア語のnovosti—そして同様にケルト語派でも：ウェールズ語のnewyddion（newyddから）とコーンウォール語のnowodhow（nowydhから）
ジェシカ・ガレットソン・フィンチは、1890年代にバーナード・カレッジで教えていた時に「時事問題」という言葉を作ったとされている

### 新しさ
その名前が示すように、「ニュース」は通常、新しい情報の提示を意味する。ニュースの新しさは、それに不確実な性質を与え、これが歴史やその他の学術分野のより慎重な調査と区別される。歴史家は出来事を根底にあるプロセスの因果関係のある表れとして見る傾向があるのに対し、ニュース記事は出来事を孤立して描写し、それらの関係の議論を排除する傾向がある。ニュースは明らかに現在または直近の過去の世界を描写するが、ニュース記事の最も重要な側面が過去に発生したものであっても—あるいは将来発生すると予想されるものであっても同様である。ニュースとなるためには、進行中のプロセスには何らかの「ペグ」、つまり現在の瞬間に固定する時間内の出来事が必要である。同様に、ニュースはしばしば現実の異常で、逸脱した、または普通でない側面に対処する。そのため、「犬が人間を噛む」はニュースではないが、「人間が犬を噛む」はニュースであるという有名な格言がある
ニュースの新しさのもう一つの帰結は、新しい技術がより迅速にニュースを広めるための新しいメディアを可能にするにつれて、「より遅い」コミュニケーション形態が「ニュース」から「分析」へと移行する可能性があることである

### 商品
いくつかの理論によると、「ニュース」はニュース産業が販売するものである。広く同じ線に沿って理解されるジャーナリズムは、ニュースを収集し提供する行為または職業である。商業的な観点から見ると、ニュースは単なる一つの入力であり、配布用の最終製品を準備するために必要な紙（または電子サーバー）と共に存在する。通信社はこのリソースを「卸売り」で供給し、出版社はそれを小売用に強化する

### トーン
ニュースの大部分の提供者は、政治的偏見なく報道することの本質的な難しさにもかかわらず、公平性、中立性、および客観性を重視する。センセーショナルな「タブロイドジャーナリズム」が人気を博すにつれて、これらの価値の認識は大きく変化した。マイケル・シャドソンは、第一次世界大戦の時代と付随するプロパガンダの台頭以前は、ジャーナリストは報道の偏見の概念を認識しておらず、それを積極的に修正することもなかったと主張している。ニュースはまた、時に真理を描写すると言われるが、この関係は曖昧で条件付きである
逆説的に、ニュースに一般的に帰属されるもう一つの特性は扇情主義であり、公共の消費のために感情的な話に不釣り合いな焦点を当て、誇張することである。このニュースはまた、他の人間に関する相互の関心事の情報を共有する人間の慣行であるゴシップと無関係ではない。一般的なセンセーショナルな話題は暴力である；それゆえに別のニュースの格言、「血が流れれば、見出しになる」がある

### ニュース価値
ニュース価値は、報道やカバレッジを正当化するのに十分な公共または特定の視聴者への関連性を持つ主題として定義される
ニュース価値は文化を超えて共通しているようである。人々は、大きな影響力を持ち、紛争を描写し、近くで起こり、よく知られた人々を巻き込み、そして日常の出来事の規範から逸脱する範囲でニュースに関心を持つようである。戦争は一般的なニュースのトピックであり、部分的にはそれが個人的な危険をもたらす可能性のある未知の出来事を含むためである

## 歴史

### フォークニュース
証拠によれば、世界中の文化は、人々が興味深い新しい情報について話を共有する場所を見つけてきた。ズールー人、モンゴル民族、ポリネシア人、およびアメリカ南部人の間で、人類学者はニュースを求めて旅行者に質問する習慣を優先事項として記録している。十分に重要なニュースは素早く、そして頻繁に繰り返され、広い地理的領域にわたって口コミで広がることができた。ヨーロッパで印刷機が使用されるようになっても、一般の人々のためのニュースは修道士、旅行者、タウン・クライヤーなどを通じて口頭で伝わることが多かった
ニュースはまた、ギリシャのフォーラムやローマの浴場などの公共の集会場でも伝達される。イングランドから始まり、電気通信が広く利用可能になった後でも、カフェはニュース普及の重要な場所として機能した。カフェの歴史はアラブ諸国から追跡され、16世紀にイングランドに導入された。イスラム世界では、人々はモスクやその他の社交場でニュースを収集し交換してきた。メッカへの巡礼者は伝統的に道中のキャラバンサライ、道路沿いの宿に滞在し、これらの場所は自然に世界のニュースを得るハブとして機能してきた。中世後期のイギリスでは、チョーサーの1380年の名声の館や他の作品に記録されているように、大きな出来事の報告（「たより」）は大きな公共の関心事であった

### 政府の発表

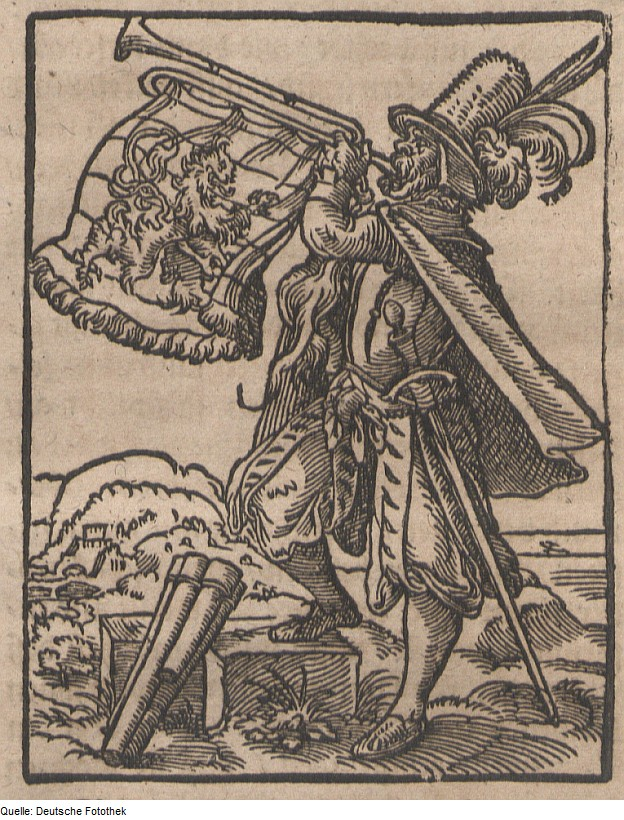
トンマーゾ・ガルゾーニによるトランペットを持つタウンクライヤーを描いた木版画

17世紀初頭の新聞の発明以前は、公式の政府のブリテンや勅令が時に中央集権的な帝国で流通していた。書かれた文書の普及のための組織的な伝令サービスの最初の記録された使用は、ファラオがその勅令を国の領土内で普及させるために伝令を使用したエジプトにある（紀元前2400年）。ガイウス・ユリウス・カエサルは定期的にガリアでの彼の英雄的な行為を公表し、ローマの独裁者になるとアクタ・ディウルナと呼ばれる政府の発表の出版を始めた。これらは金属や石に彫られ、公共の場所に掲示された。中世のイングランドでは、議会の宣言は市場での公開表示と朗読のために保安官に配達された
特別に認可された使者はベトナム文化、インドのカシ人、そしてアメリカ中西部のメスクワキ族とウィネバゴ文化で認識されてきた。ズールー王国は走者を使って迅速にニュースを広めた。西アフリカでは、ニュースはグリオによって広められることがある。ほとんどの場合、ニュースの公式の伝播者は政治権力の保持者と密接に連携してきた
タウン・クライヤーは都市住民に情報を伝える一般的な手段であった。13世紀のフィレンツェでは、banditoriとして知られる叫び手が定期的に市場に現れ、政治的ニュースを発表し、公共の会議を招集し、そして民衆に武装を呼びかけた。1307年と1322-1325年に、彼らの任命、行動、そして給与を規定する法律が制定された。これらの法律は、banditoroが布告を何回繰り返すべきか（40回）と、市内のどこでそれらを読むべきかを規定していた。異なる宣言には時に追加のプロトコルが伴った；ペストに関する発表は市の門でも読まれることになっていた。これらの宣言はすべて標準的な形式を使用し、序論—「フィレンツェ市の区と治安の尊敬すべき非常に敬われた紳士たちは、地位、階級、質、条件にかかわらず、誰にでも、知らせ、通知し、明示的に命じる」—で始まり、続いて声明（narratio）、聴衆への要求（petitio）、そして従わない者に課される罰則（peroratio）が続く。主要な宣言に加えて、bandi（発表）は軽犯罪、情報の要求、そして行方不明の奴隷についての通知に関するものかもしれなかった。ニッコロ・マキャヴェッリは、彼の即時降伏を求めるバンドに従って、1513年にメディチ家に捕らえられた。一部のタウンクライヤーはニュースと共に広告を含めるために報酬を受けることがあった
オスマン帝国下では、公式のメッセージはモスクで、旅する聖人によって、そして世俗的な叫び手によって定期的に配布された。これらの叫び手は市場、幹線道路、およびその他の人通りの多い場所で公式の発表を読むために派遣され、時には命令と不服従に対する罰則を出すこともあった

### 初期のニュースネットワーク
ニュースの普及は常にそれを広めるために存在するコミュニケーションネットワークと結びついてきた。したがって、政治的、宗教的、そして商業的利益は歴史的にニュースが広がる可能性のあるコミュニケーションチャネルを制御し、拡大し、監視してきた。郵便サービスは長い間、広い地域での政治権力の維持と密接に絡み合ってきた
帝国のコミュニケーションチャネルの一つ、「王の道」と呼ばれるものはアッシリア帝国を横断し、その力の主要な源として機能した。ローマ帝国は同様の目的のためにクルスス・プブリクスとして知られる広大な道路網を維持していた
歴史を通じて、腕木通信として知られる長距離信号の可視的な鎖も、限られた種類の情報を伝えるために使用されてきた。これらは煙や火の信号から、セマフォーコードと望遠鏡を使用した高度なシステムまでさまざまである。後者の形式の光学的電信は、1790年代から1850年代にかけて日本、イギリス、フランス、そしてドイツで使用されるようになった

#### アジア

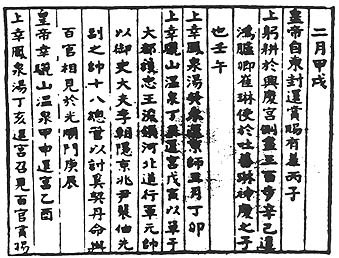
唐朝の開元雑報宮廷新聞の複製

世界最初の書かれたニュースは紀元前8世紀の中国で起源を持っている可能性があり、そこでは役人によって収集された報告が最終的に春秋として編纂された。孔子に帰属されるこれらの年代記は、相当数の読者に利用可能であり、一般的なニューステーマを扱っていた—ただし、それらはニュースと歴史の境界線をまたいでいる。漢王朝は古代世界で最も効果的な帝国監視とコミュニケーションネットワークの一つを発展させたとされている。邸報と呼ばれる政府が制作するニュースシートは、後漢王朝（2〜3世紀）の間に宮廷の役人の間で流通した。713年と734年の間に、中国の唐王朝の開元雑報（「宮廷の公報」）は政府のニュースを出版した；それは絹に手書きされ、政府の役人によって読まれた。宮廷は宮廷のためのニュース配信を集中させるために公式報告局（Jin Zhouyuan）を創設した。ch'ao paoと呼ばれるニュースレターはその後の世紀においても引き続き制作され、より広い公共の流通を獲得した。1582年、後期明王朝の時代に、北京で民間で出版されたニュースシートへの最初の言及があった
日本は歴史のいくつかの時点で効果的なコミュニケーションと郵便配達ネットワークを持っていた、最初は646年の大化の改新で、そして再び1183年から1333年の鎌倉時代に。このシステムは飛脚、走者、そして定期的に間隔を置いた中継所に依存していた。この方法により、ニュースは京都と鎌倉の間を5〜7日で移動できた。特別な馬に乗った使者は一日に170キロメートルの速度で情報を移動させることができた。日本の幕府は中国政府よりもニュースの流通に対して寛容ではなかった。江戸時代に確立された郵便システムはさらに効果的で、一日平均125〜150キロメートルの速度と一日200キロメートルの急行速度があった。このシステムは当初、政府によってのみ使用され、法外な価格でのみ民間の通信を行っていた。民間サービスが登場し、1668年に彼ら独自の株仲間（ギルド）を確立した。彼らはさらに速くなり、昼は旗、夜はランタンと鏡を使用する効果的な光学的電信システムを作り出した

#### ヨーロッパ
ヨーロッパでは、中世の間、エリートは長距離にわたってニュースを伝達するために走者に依存していた。一日33キロメートルで、走者はブルージュからリガまでハンザ同盟を横断してメッセージを持ってくるのに2ヶ月かかった。初期近代期には、国境を越えた相互作用が増加し、これは簡潔な手書きのニュースシートによって満たされた情報に対する需要の増加を生み出した。この新しい発展の原動力は、最新のニュースによって提供される商業的な利点であった
1556年、ヴェネツィア共和国政府は最初の月刊Notizie scritteを出版し、これは1ガゼット (新聞)の費用がかかった。これらのavvisiは手書きのニュースレターであり、政治的、軍事的、そして経済的なニュースを素早く効率的にイタリアの都市に伝えるために使用された（1500年〜1700年）—新聞の特徴のいくつかを共有しているが、通常は真の新聞とは考えられていない。Avvisiは、軍事的、宗教的、そして銀行の権威の後援の下で購読によって販売された。スポンサーシップは各シリーズの内容に風味を与え、これらは多くの異なる名前の下で流通した。購読者には聖職者、外交スタッフ、そして貴族家族が含まれていた。17世紀の最後の四半期までに、avvisiからの長い一節がメルキュール・ド・フランスや北イタリアのPallade venetaなどの出版された月刊誌に道を見いだしていた

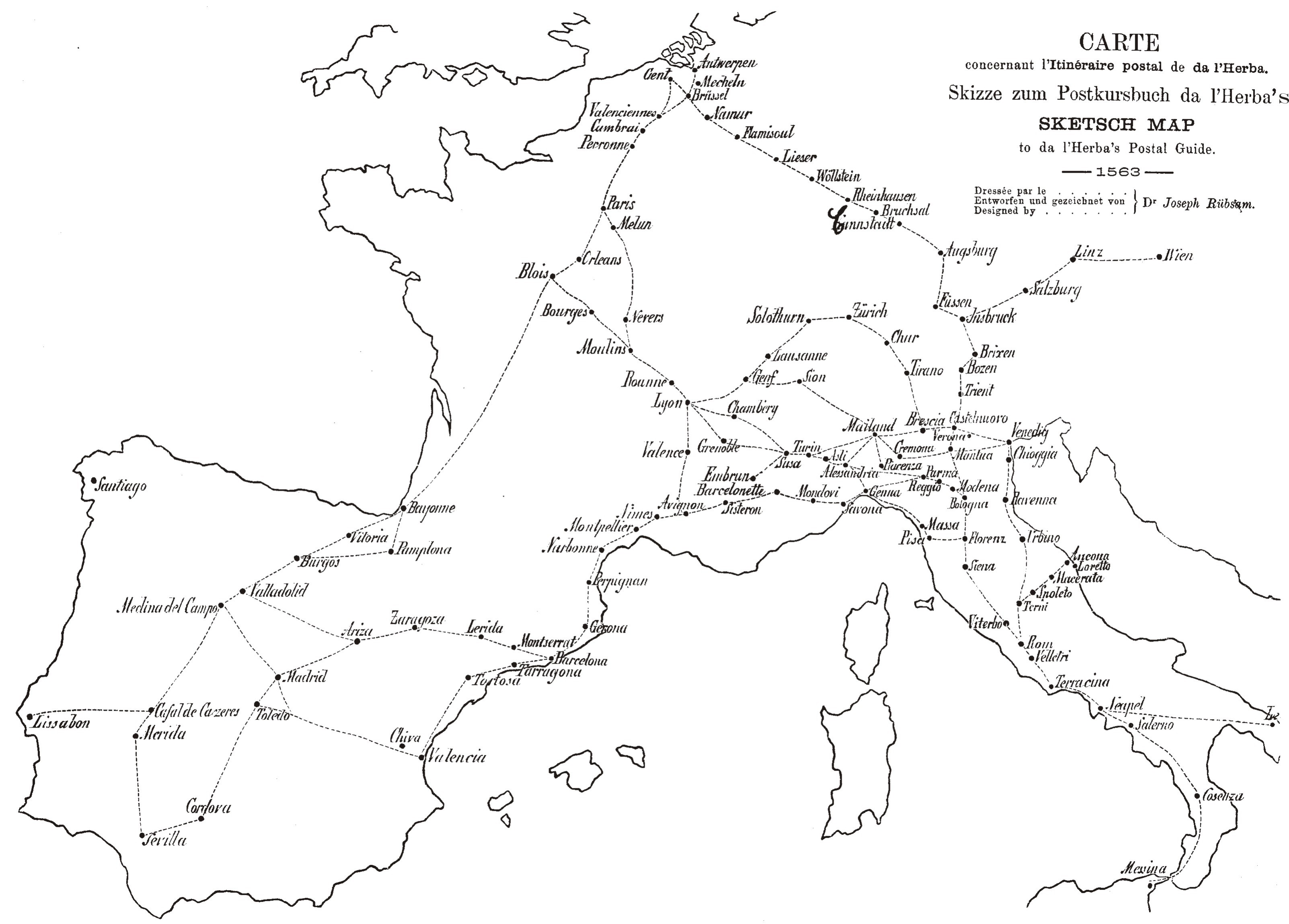
1563年のヨーロッパの一部の郵便ルート

郵便サービスにより商人と君主は重要な情報を把握することができた。神聖ローマ帝国のために、皇帝マクシミリアン1世 (神聖ローマ皇帝)は1490年にイタリアのタッソ家の二人の兄弟、フランチェスコとジャネットに、騎手によって結ばれた伝令所のネットワークを作る権限を与えた。彼らはインスブルックとメヘレンの間の通信線から始め、そこから成長した。1505年、このネットワークはマクシミリアンの息子フェリペ1世 (カスティーリャ王)によって統治された新しいスペインに拡大した。これらの騎手は一日に180キロメートル移動することができた。このシステムは帝国郵便となり、タッソの子孫（その後トゥルン・ウント・タクシスとして知られる）によって管理され、1587年に皇帝から排他的な運営権を受けた。フランス郵政公社とイギリス郵便局もこの時期に始まったが、1600年代初頭まで包括的にはならなかった。1620年、イギリスのシステムはトゥルン・ウント・タクシスと連携した
これらの接続は、日付と出所の場所を示す手書きの項目を持つ、ニュース流通の広範なシステムを支えていた。ドイツを中心としたこのネットワークは、ロシア、バルカン、イタリア、イギリス、フランス、そしてオランダからのニュースを取り入れた。ドイツの弁護士クリストフ・フォン・ショイアルとアウグスブルクのフッガー家はこのネットワークの著名なハブであった。歴史的に重要な出来事を描写する手紙はニュース報告として広く流通することがあった。確かに、個人的な通信は時々、より大きなネットワークを通じてニュースが流れることができる便利なチャネルとしてのみ機能した。ビジネスコミュニケーションの一般的な種類は現在の価格の単純なリストであり、その流通は国際貿易の流れを速めた。ビジネスパーソンはまた、船舶に関連する出来事、他のビジネスの業務、そして政治的発展についても知りたがった。国際的な新聞の登場後でも、ビジネスオーナーはまだ彼らの企業に影響を与える確実なニュースの源として通信を高く評価していた。限られた顧客のために迅速に制作できる手書きのニュースレターも1600年代まで続いた

### 新聞の台頭
中国からヨーロッパへの紙の普及と印刷機はニュースの伝達における大きな進歩に先行した。1500年代の印刷機の普及と新しい市場の創出によって、ニュースは事実に基づいた正確な経済報道から、よりエモーショナルでフリーホイーリングな形式へと変化した。（重要な情報を含む私的なニュースレターは、知る必要のある人々によって使われ続けた。）。最初の新聞は1600年代初頭のドイツで登場した。1605年のレラツィオン・アラー・フュルネメン・ウント・ゲデンクヴュルディゲン・ヒストリエンは世界初の正式な「新聞」として認識されている；現代的な意味での「新聞」ではないが、古代ローマのアクタ・ディウルナは紀元前131年頃に似たような目的を果たした。
遠く離れた場所からの多数の無関係でおそらく疑わしい報告をまとめた新しい形式は、読者にとって根本的に新しく不協和な経験を生み出した。単一の物語の話から、編集物、概観、そして個人的および非個人的な種類のニュース分析まで、さまざまなスタイルが登場した
公共消費のためのニュースは最初は政府によって厳しく統制されていた。1530年までに、イングランドは出版のためのライセンス制度を作り、「扇動的な意見」を禁止した。ライセンス法の下で、出版は承認された出版社に制限された—ロンドン・ガゼットに例示されるように、これは目立つ言葉「権威に基づいて出版」を掲げていた。議会は1695年にライセンス法を失効させ、ホイッグ党 (イギリス)とトーリー党 (イギリス)の新聞による新時代を始めた。（この時代の間、印紙法は単に新聞を販売し購入するのに高価にすることによって新聞の配布を制限した。）フランスでは、検閲はさらに常態化していた。結果として、多くのヨーロッパ人は彼らの国境を越えて起源を持つ新聞を読んだ—特に出版社が国家検閲を回避できたネーデルラント連邦共和国からのものを
新しいアメリカ合衆国は革命時代から始まる新聞のブームを目撃し、これは新政府の設立をめぐる活発な議論によって加速され、1792年の郵便サービス法に含まれる補助金によって刺激され、1800年代まで続いた。アメリカの新聞は互いの報告をコピーすることによって多くの記事を手に入れた。したがって、コピーを交換したい新聞に無料郵便を提供することにより、郵便サービス法は異なる記事が浸透することができる急速に成長するニュースネットワークに補助金を出した。新聞は西部の植民地化の間に繁栄し、高い識字率と新聞を愛する文化に支えられていた。1880年までに、サンフランシスコは異なる新聞の数と一人当たりの印刷された新聞のコピー数でニューヨークに匹敵していた。新しい町の推進者は、地元のイベントをカバーする新聞が正当性、認識、そしてコミュニティをもたらすと感じていた。1830年代のアメリカ人は、アレクシ・ド・トクヴィルが書いたように、「聖書、斧、そして新聞を持って新世界の荒野に飛び込み、森での生活に一時的に直面する準備ができた非常に文明化された人」だった。フランスでは、革命は新聞の豊富さと新しい出版の自由の風潮をもたらしたが、ナポレオンの下で再び抑圧に戻った。1792年に革命家たちはBureau d'Espritと呼ばれるニュース省を設立した
1800年代以降に出版された一部の新聞はルネサンス時代の私的なニュースレターに特徴的な商業的オリエンテーションを維持した。経済的に方向付けられた新聞は、特に洗練された投資決定を知らせることができる経済統計など、新しいタイプのデータを発表した。これらの新聞もまた、証券市場に貯蓄の一部を投資することに熱心な社会のエリートだけでなく、より広い層にも利用可能になった。しかし、他の新聞の場合と同様に、広告の新聞への組み込みは、新聞情報を額面通りに受け入れることに対する正当な留保をもたらした。経済新聞はまた、1900年代半ばのケインズ経済学のような経済イデオロギーの推進者にもなった
新聞はサハラ以南のアフリカに植民地化を通じてもたらされた。この地域の最初の英語の新聞は1801年に設立されたThe Royal Gazette and Sierra Leone Advertiserであり、それに続いて1822年のThe Royal Gold Coast Gazette and Commercial Intelligencerと1826年のLiberia Heraldがあった。19世紀のアフリカの多くの新聞は宣教師によって設立された。これらの新聞は概して植民地政府を推進し、ヨーロッパからのニュースを伝えることでヨーロッパの入植者の利益に奉仕した。先住アフリカ語で出版された最初の新聞は、ケニア中央協会によってキクユ語で出版されたMuigwithaniaだった。Muigwithaniaや他の先住アフリカ人によって出版された新聞は強い反対の立場を取り、アフリカの独立のために強く主張した。新聞は植民地時代—そして正式な独立後も—厳しく検閲された。1990年代にはいくらかの自由化と多様化が行われた
新聞はアラブ世界への普及が遅く、そこではより強い口頭コミュニケーションの伝統と、ニュース報道のヨーロッパ的アプローチに対する不信感があった。18世紀末までに、オスマン帝国の指導者たちはイスタンブールでヨーロッパの出版物を監視していたが、そのコンテンツは大量消費のために普及していなかった。現代の北アフリカでの最初の書かれたニュースのいくつかは、地元の製紙産業を発展させ、jurnalsと呼ばれるニュース速報の限られた流通を開始したムハンマド・アリーの下でエジプトで生まれた。1850年代と1860年代から、民間の出版物はレバノンの多宗教国家で発展し始めた

### 通信社
多くの場合鉄道線に沿って移動した電信の発展は、ニュースがより速く、より長い距離にわたって移動することを可能にした。（モースのボルティモア-ワシントン線が有名な質問「神は何をなしたのか？」を送信する数日前に、ヘンリー・クレイとセオドア・フレリングハイゼンがホイッグ党の指名党によって選ばれたというニュースを送信した。）。電信ネットワークはニュースの新しい集中化を可能にし、それは主要都市に集中する通信社の手に委ねられた。これらの近代的な形式はパリでシャルル＝ルイ・アヴァスに起源を持ち、彼はビューロー・アヴァス（後のフランス通信社）を設立した。アヴァスは1832年にフランス政府の光学的電信ネットワークを使用して始めた。1840年には彼はパリ、ロンドン、ブリュッセルとの通信のために鳩を使い始めた。アヴァスは電気電信が利用可能になると使用し始めた
アヴァスの門下生の一人であるベルンハルト・ヴォルフは1849年にベルリンでヴォルフ電報局を設立した。アヴァスの別の弟子であるポール・ジュリアス・ロイターは1849年にドイツとフランスからニュースを収集し始め、1851年にロンドンに移住し、大陸からのニュースに特化したロイター通信社を設立した。1863年、ウィリアム・サンダースとエドワード・スペンダーは中央通信社を設立し、後にプレス・アソシエーションと呼ばれ、国内のニュースを扱った。1851年に絶縁された電信線がイギリス海峡を横断する直前に、ロイターはパリとロンドンの間で株式取引所の価格を送信する権利を獲得した。彼は「ケーブルに従え」のモットーを掲げ、アレクサンドリア（1865年）、ボンベイ（1866年）、メルボルン（1874年）、シドニー（1874年）、そしてケープタウン（1876年）にイギリス帝国全体にニュース拠点を設立し、ロイターを世界的な支配的地位に操作した。アメリカ合衆国では、AP通信はニュースの大国となり、ウエスタンユニオン会社との排他的な取り決めによってリードポジションを獲得した
電信は新しい世界コミュニケーション体制をもたらし、それに伴って国家郵便システムの再構築が行われ、間もなく電話線の登場が続いた。国際ニュースの価値がプレミアムである中、政府、企業、そしてニュース機関は送信時間を短縮するために積極的に動いた。1865年、ロイターはリンカーン大統領暗殺事件のスクープを持ち、イベントが発生してから12日後にイングランドでニュースを報道した。1866年、大西洋横断電信ケーブルがアイルランドとニューファンドランド（そしてウェスタンユニオンネットワーク）を成功裡に接続し、大西洋横断送信時間を日単位から時間単位に短縮した。大西洋横断ケーブルは、ロンドンとニューヨークの株式取引所、さらにニューヨーク、シカゴ、そしてリバプールの商品取引所に関する情報の迅速な交換を可能にした—金で1語あたり5〜10ドルの価格で。1857年5月11日、デリーの若いイギリスの電信オペレーターが故郷に信号を送り、当局にインド大反乱を警告した。反乱軍はその後イギリスの電信ネットワークを妨害し、これはより多くの冗長性を持って再構築された。1902年から1903年にかけて、イギリスとアメリカはカナダからフィジーとニュージーランド（イギリス帝国）への太平洋横断ケーブル、そしてアメリカからハワイと占領下のフィリピンへのケーブルで地球の円電信を完了した。アメリカのモンロー主義の再主張にもかかわらず、ラテンアメリカは第一次世界大戦まで競合する電信的利益の戦場であり、その後アメリカの利益が最終的に半球での力を統合した

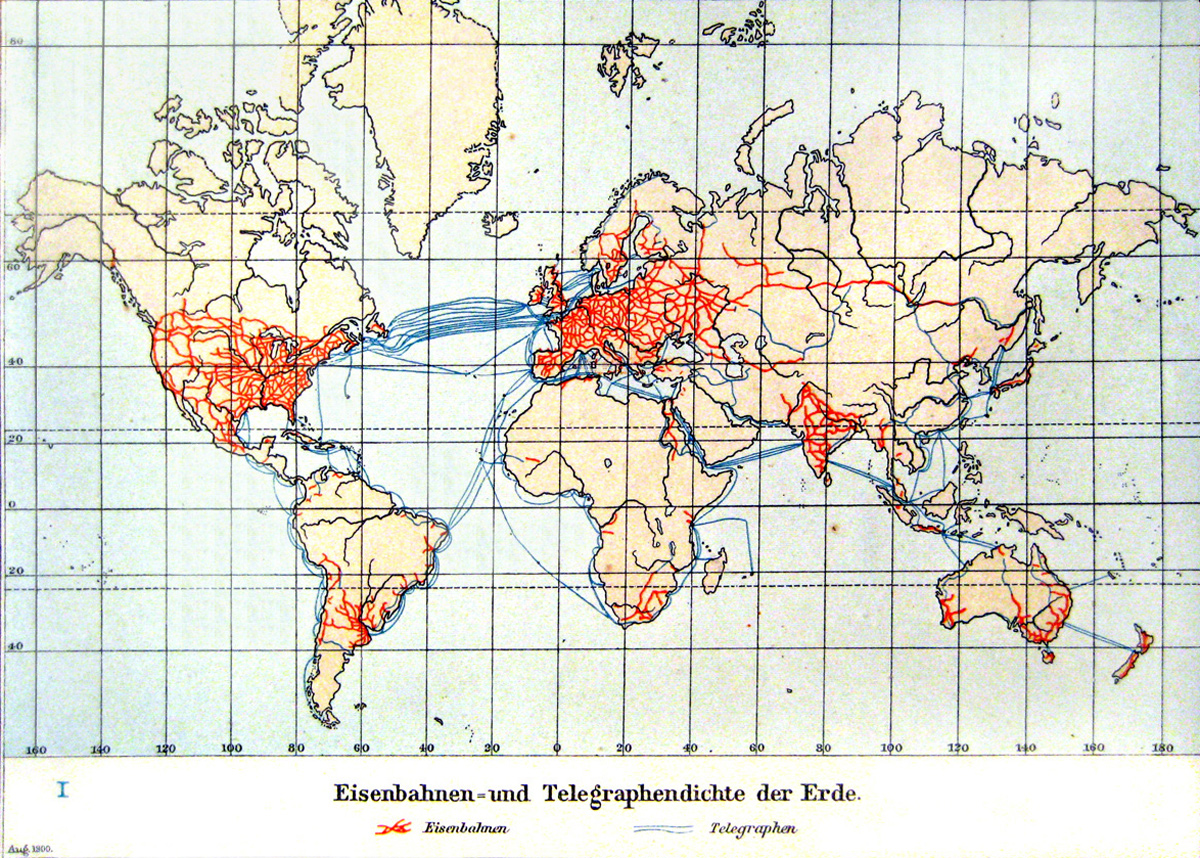
1900年の世界の鉄道と電信システム

世紀の変わり目（すなわち、c. 1900）までに、ヴォルフ、アヴァス、そしてロイターはニュースカルテルを形成し、グローバル市場を三つのセクションに分割し、それぞれが国家機関との多かれ少なかれ排他的な配信権と関係を持っていた。各機関の地域は大まかにその母国の植民地圏に対応していた。ロイターとオーストラリアの国家ニュースサービスはお互いとのみニュースを交換する協定を結んでいた。インフラストラクチャー、政治的な好意、そしてグローバルリーチを維持するための高コストのため、新規参入者は欧州の三大機関やアメリカのアソシエイテッド・プレスに挑戦することは事実上不可能であった。1890年、ロイター（イングランドの主要なニュースエージェンシーであるプレス・アソシエーションとのパートナーシップで）はスポーツや「人間の興味」などのトピックについて、公共消費のための「ソフト」ニュース記事に拡大した。1904年、三大通信社は帝政ロシアのニュースエージェンシーであるVestnikとの関係を開き、彼らのグループに加えたが、彼らはモスクワに自分たちの記者を維持していた。ロシア革命の間とその後、外部の機関はペトログラード電信機関と協力関係を維持し、これはロシア電信機関（ROSTA）と改名され、最終的にタス通信（TASS）となった
中国共産党は1931年にその通信社である赤色中国通信社を創設した；その主な責任は紅色中国新聞と内部の参考消息であった。1937年、党はそれを新華社通信社と改名し、これは1949年に中華人民共和国の公式通信社となった
これらの機関は出来事を「ニュースの微小球」に蒸留する能力を宣伝し、これは新しい発展の本質を伝える20〜30語の要約であった。通信社は新聞とは異なり、また一部の記者の感情に反して、彼らの報告をシンプルで事実に基づいたものに保つことを求めた。通信社は「逆ピラミッド」モデルのニュースコピーを生み出し、これは主要な事実がテキストの冒頭に現れ、続いてより多くの詳細が追加されるというものである。簡潔な電信の文体は新聞にも波及し、新聞はしばしばワイヤーからの記事をほとんど装飾なしに再掲した。1918年9月20日のプラウダの社説で、レーニンはソビエト報道に政治的な長文を減らし、「電信スタイル」で多くの短い反資本主義ニュース項目を作成するよう指示した
前の時代と同様に、通信社は政治的および経営的クライアントに特別なサービスを提供し、これらのサービスはその運営と収入の相当部分を構成していた。通信社は各自の国家政府と緊密な関係を維持し、それはプレスリリースと支払いの両方を提供した。経済ニュースの加速と集中化は地域経済統合と経済グローバリゼーションを促進した。「市場統合の増加の根底にあったのは、輸送コストの低下そのものよりも、情報コストの減少とコミュニケーション速度の増加だった。他の地域に商品を送るためには、商人はまず実際に商品を送るかどうかとどこに送るかを知る必要があった。情報コストと速度はこれらの決定に不可欠だった。」

### ラジオとテレビ
英国放送会社は1922年にロンドンからラジオニュースの送信を開始し、法律によって完全に英国の通信社に依存していた。BBCラジオは自らを社会的エリートによるエリートのためのニュースとして売り込み、上流階級のアクセントで話すアナウンサーのみを雇用した。BBCは1926年5月のゼネラルストライキの間に重要性を増した。この時、新聞は閉鎖され、ラジオが不安な公衆にとって唯一のニュース源となった（多くのリスナーの不満に反して、BBCはストライキ参加者に対して明確に政府寄りの立場をとった）
米国では、RCAのラジオグループが1926年にラジオネットワークNBCを設立した。ペイリー家はすぐ後にCBSを設立した。これら二つのネットワークは、子会社や系列局にニュース放送を提供し、ニュース源としてのラジオの覇権時代を通じて電波を支配した。米国のラジオ放送業者は1933年に報道機関と同様の取り決めを交渉し、プレス・ラジオ局からのニュースのみを使用し、広告を避けることに同意した。しかし、この合意はすぐに崩壊し、ラジオ局は（広告付きで）独自のニュースを報道し始めた。英国と同様に、米国のニュースラジオは全米放送事業者協会によって確立された規範に従って「論争的な」トピックを避けた。1939年までに、『フォーチュン』誌による調査では、アメリカ人の58%がラジオニュースを新聞よりも正確と考え、70%が主要なニュース源としてラジオを選んでいた。ラジオは大陸全体に急速に拡大し、1920年の30局から1930年代には1000局になった。この運営は主に広告と広報資金によって賄われていた
ソビエト連邦は1929年に主要な国際放送事業を開始し、ドイツ語、英語、フランス語の局を設置した。国民社会主義ドイツ労働者党はドイツでの権力掌握にラジオを利用し、その宣伝の多くはソビエトのボルシェビキを攻撃することに焦点を当てていた。英国とイタリアの海外ラジオサービスは北アフリカでの影響力を競った。これら4つの放送サービスはすべて、ヨーロッパ諸国が戦争に備える中で次第に激しさを増していった
戦争はラジオを拡大し、その新しい可能性を活用する機会を提供した。BBCはノルマンディー上陸作戦が行われた朝の午前8時に連合軍のノルマンディ侵攻を報じ、同じ出来事に関するドイツのラジオ報道からのクリップも含めた。リスナーは一日中の展開を追った。米国は戦時情報局を設立し、1942年までに南米、中東、東アジア全域にプログラムを送信していた。大陸の中心に位置する高出力局であるラジオ・ルクセンブルクは、ドイツによって占拠され、その後アメリカ合衆国によって占拠された—そしてドイツによって作成されたかのように見える虚偽報道プログラムを作成した。太平洋のアメリカ軍を標的にして、日本政府は兵士をホームシックにさせるために米国からのニュースを含む「ゼロアワー」プログラムを放送した。しかし戦争の終わりまでに、英国は世界最大のラジオネットワークを持ち、43の異なる言語で国際的に放送していた。その範囲は最終的に（1955年までに）アメリカ合衆国広報文化交流局によって制作された世界的なボイス・オブ・アメリカプログラムによって凌駕されることになる
英国と米国では、テレビニュース視聴は1950年代に劇的に増加し、1960年代までに大衆の主要なニュース源としてラジオに取って代わった。米国では、テレビはラジオを所有していたのと同じネットワークによって運営されていた：CBS、NBC、そしてNBCのスピンオフであるABC。エドワード・R・マローは、最初にロンドンで戦争特派員として公衆の耳に入り、テレビへの大きな飛躍をして、CBSの象徴的なニュースマン（そして後にアメリカ合衆国情報局の局長）となった
テッド・ターナーによるCNN（ケーブルニュースネットワーク）の1980年の創設は、24時間衛星ニュース放送の新時代を開始した。1991年、BBCはライバルのBBCワールドサービステレビジョンを導入した。ルパート・マードックのオーストラリアのニューズ・コーポレーションは、米国のFOXニュースチャンネル、英国のSky News、そしてアジアのSTAR TVで市場に参入した。この新しい装置と従軍記者の使用を組み合わせることで、米国は1991-1992年の湾岸戦争を絶え間ないメディア報道の助けを借りて戦った。CNNの専門分野は危機であり、必要に応じてネットワークは全注意を向けることができる。CNNニュースはインテルサット通信衛星を通じて送信された。ある幹部によると、CNNは「グローバルビレッジに町の呼び出し屋をもたらすだろう」と述べた
1996年、カタール所有の放送局アルジャジーラは西側メディアに対する強力な代替手段として登場し、湾岸戦争の偏った報道に関するアラブ・イスラム世界の怒りを一部活用した。アルジャジーラは1996年4月に閉鎖されたBBCアラビア語テレビから便宜的に解雇された多くのニュース労働者を雇用した。放送にはアラブサットを使用した

### インターネット
初期のインターネットはARPANETとして知られ、米国国防総省によって管理され、主に学者によって使用されていた。1994年にNetscapeブラウザがリリースされ、より広い公衆が利用できるようになった。最初は、ニュースウェブサイトは主に印刷出版物のアーカイブだった。初期のオンライン新聞の一つは、『デイリー・テレグラフ』によって発行された『エレクトロニック・テレグラフ』だった。1994年のカリフォルニアの地震は、リアルタイムでオンライン報道された最初の大きなニュースの一つだった。ウェブブラウジングの新しい利用可能性により、より多くの人々がニュースサイトにアクセスできるようになった。1995年4月のオクラホマシティ連邦政府ビル爆破事件の日、人々は状況を議論し情報を共有するためにニュースグループやチャットルームに集まった。『オクラホマシティ・デイリー』は数時間以内にサイトにニュースを掲載した。画像をホストできる数少ないニュースサイトである『サンノゼ・マーキュリーニュース』と『タイム』誌は現場の写真を掲載した
定量的に見ると、インターネットは一人が利用できるニュース項目の純粋な量を大幅に拡大した。個人へのニュースの流れのスピードも新しい段階に達した。このニュースの圧倒的な流れは人々を萎縮させ、情報オーバーロードを引き起こすことがある。ズビグネフ・ブレジンスキーはこの時期を「テクネトロニック時代」と呼び、「グローバルな現実がますます個人を吸収し、関与させ、時には圧倒する」時代だとした
政府の弾圧や革命の場合、インターネットはしばしばニュース伝播のための主要な通信チャネルとなっている。新聞、ラジオ、テレビ局を閉鎖するのは（比較的）簡単だが、スマートフォンやネットブックなどのモバイルデバイスは検出して没収するのがはるかに難しい。インターネット対応のモバイルデバイスの普及はまた、市民ジャーナリズムを生み出し、展開する出来事に追加の視点を提供している。

## 今日のニュースメディア
ニュースは様々なコミュニケーションメディアを通じて伝わることができる。現代では、印刷されたニュースは電話でニュースルームに伝えられるか、ジャーナリストによって持ち込まれ、そこでタイプされ、通信社を通じて送信されるか、特定の版の他のニュース記事と共に手動で編集され組版されていた。今日、「報道特別番組」という用語は陳腐になっており、24時間利用可能な民間放送のアメリカのケーブルニュースサービスは、出来事が発生するとライブの通信衛星技術を使用して現在の出来事を消費者の家に届けている。町や国で共通の知識になるのに何時間もかかっていた出来事は、ラジオ、テレビ、携帯電話、そしてインターネットを通じて消費者に即座に伝わる。
ニュース伝達の速度は、どこでどのように生活しているかによって大きく異なる

### 新聞

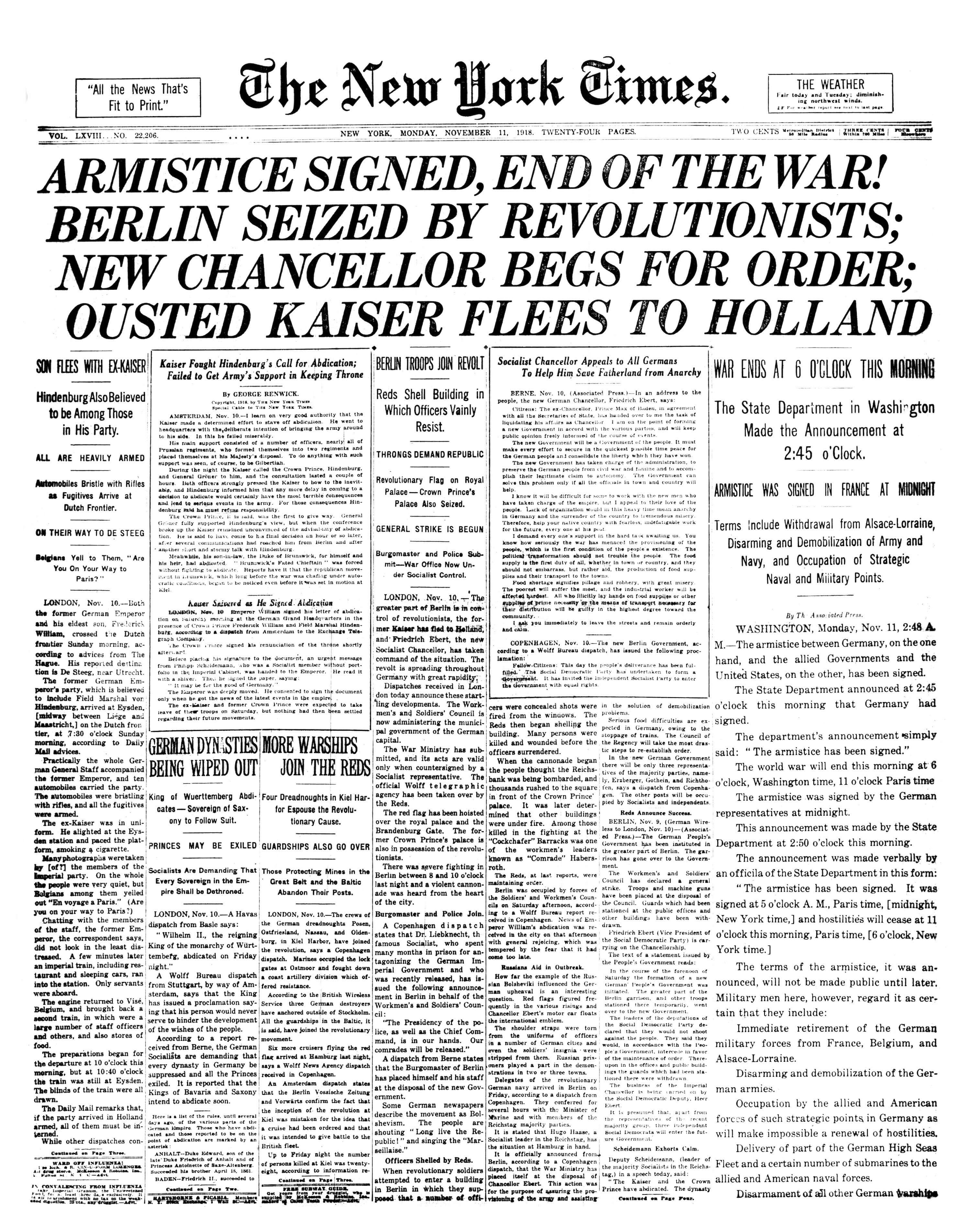
新聞は最新のニュースを受け取る最も一般的な方法の一つである

米国の多くの大都市は歴史的に朝刊と夕刊の新聞を持っていた。新しい通信メディアの追加により、夕刊紙は閉鎖され、朝刊紙は発行部数を失った。週刊新聞はやや増加した。ますます多くの都市で、新聞は地元市場の独占を確立している—つまり、一つの新聞が町で唯一のものである。このプロセスは1980年代以降加速し、メディア所有権の集中の一般的な傾向に伴っている。中国でも、新聞は都市ごとに排他的な地位を獲得し、成都ビジネスニュースのような大きな協会にプールされている。これらの協会はニュース機関のように機能し、ニュース提供者としての新華社の覇権に挑戦している
世界の最も発行部数の多い新聞上位3紙はすべて日本から発行されている。
新聞収入の約3分の1は販売から来ており、大部分は広告から来ている。新聞は発行部数の減少とインターネット上の情報の自由な流れを考えると、収益を維持するのに苦労しており、ウェブサイトにペイウォールを実装したものもある
米国では、多くの新聞はインターネット社会に対応するために、オペレーションをオンラインにシフトし、毎日ではなく24時間体制で発行するようになった。予言者たちは、印刷された新聞が5〜20年以内に米国から消えるだろうと示唆している。多くの新聞は、トレンドのニュース記事をカバーするためにソーシャルメディアのエンゲージメントを追跡し始めている。

### テレビ
国際的に配信されるニュースチャンネルにはBBCニュース、CNN、FOXニュース、MSNBC、CBCニュースネットワーク、そしてSky Newsが含まれる。テレビは米国（世帯の98%）に密集しており、平均的なアメリカ人は毎日4時間のテレビ番組を視聴している。ケニアなど世界の他の地域—特に電気が少ない農村部—ではテレビは珍しい
国際ビデオニュースの最大の供給者はロイターTVで、83カ国に409の購読者、38の支局を持ち、毎日15億人の視聴者がいると報告されている。もう一つの主要なビデオニュースサービスはアソシエイテッド・プレス・テレビジョン・ニュースである。これら2つの主要機関は、ABC、NBC、CBS、CNN、そして自体が相当規模のビデオニュース交換であるユーロビジョン・ネットワークとビデオニュースを交換する協定を結んでいる。CNNインターナショナルは危機の時に注目すべき放送局である

### インターネット
オンラインジャーナリズムはインターネットで報告されるニュースである。このニュース方法によって、ニュースはより迅速に配信され、よりアクセスしやすくなる。インターネット時代はニュースの理解を変えた。インターネットは即時的なだけでなく、双方向または多方向のコミュニケーションを可能にするため、正当なニュース製作者の境界が曖昧になった。インターネットジャーナリズムの一般的なタイプはブログと呼ばれており、これは一人または複数の個人によってアップロードされ、執筆された継続的な記事のサービスである。米国や韓国などの国々の何百万人もの人々がブログを始めている。多くのブログは比較的小さな読者を持っている；一部のブログは毎月何百万人もの人に読まれている。TwitterやFacebookなどのソーシャルメディアサイトは、速報ニュース情報やニュースウェブサイトへのリンクを広めるための重要な情報源となっている。Twitterは2012年に宣言した：「常に興味深い見出しを見つけられる新聞を届けられるようなものです—出来事が起こるとすぐにニュースを発見し、重要なトピックについてより多くを学び、リアルタイムで内部情報を得ることができます」。携帯電話カメラは市民報道写真を一般化した
マイケル・シュドソン、コロンビア大学ジャーナリズム大学院教授は、「デジタル時代にジャーナリズムについて以前知っていたと思っていたすべてのことを再考する必要がある」と述べた。今日、ジャーナリズムの仕事はどこからでも行うことができ、うまく行うことができる。それにはレポーターとラップトップだけが必要である。その意味で、ジャーナリストの権威はより個人ベースになり、機関ベースではなくなったように思われる。しかし、個々のレポーターは常に実際のジャーナリストである必要があるのか？あるいは、ジャーナリスティックな仕事はどこからでも、誰によっても行われるのか？これらはジャーナリスティックな実践の核心と「ニュース」自体の定義に関わる質問である。シュドソンが強調したように、答えは簡単に見つからない；「ジャーナリストが歩く地面は揺れており、その分野で働く人々と外部からそれを研究する人々の両方にとっての経験は目まいがする」
シュドソンは、彼の意見ではニュースのエコロジーが変化した以下の6つの特定の領域を特定した：
- 読者と作家の間の境界が曖昧になった。
- ツイート、ブログ投稿、Facebook、新聞記事、雑誌記事、そして本の間の区別が曖昧になった。
- プロとアマチュアの間の境界が曖昧になり、様々な「プロアマ」関係が出現した。
- 営利、公共、そして非営利メディアを区切る境界が曖昧になり、これらの資金調達モデル間の協力が発展した。
- 商業ニュース組織内では、ニュースルームとビジネスオフィスの間の境界が曖昧になった。
- 旧メディアと新メディアの間の境界は、ほぼ認識できないほど曖昧になった[180]

これらの変化は不可避的に現代のニュースエコロジーに根本的な影響を与える。「ほんの数年前には比較的明確で永続的に見えたジャーナリズムの境界が、より不明確になり、この曖昧さは、リスクの源でありながら潜在的に進歩の基盤であり、ジャーナリスティックな原則と実践の新しいセットを生み出した」とシュドソンは述べている。それは確かに複雑だが、それが未来のようである。
オンラインニュースはまた、個々のニュース記事の地理的範囲を変え、読者層を都市ごとの市場から潜在的に全世界的な視聴者に広げた
ソーシャルメディアネットワークの成長は、ジャーナリストとニュースルームのための自動化された効率的なニュース収集のための新しい機会も生み出した。多くのニュースルーム（放送局、新聞、雑誌、ラジオ、テレビ）はソーシャルメディアプラットフォームでのニュース収集を始めている。ソーシャルメディアは消費者行動とニュース消費に変化をもたらしている。ピュー・リサーチによる研究によると、アメリカ人の大部分がデジタルおよびモバイルデバイスでニュースを読んでいる。
インターネットには印刷メディアの「段組インチ」の制限がないため、オンラインニュース記事は補足資料と一緒に提供されることがあるが、常にそうとは限らない。World Wide Webというメディアはまた、ハイパーリンクを可能にし、読者が読んでいるページに関連する他のページに移動することができる
これらの変化にもかかわらず、いくつかの研究はインターネットのニュース報道が比較的均質で、通信社に支配されていると結論付けている。そして、オンラインメディアで働くジャーナリストは、印刷ジャーナリストとは大きく異なるニュース価値の基準を特定していない

## 通信社

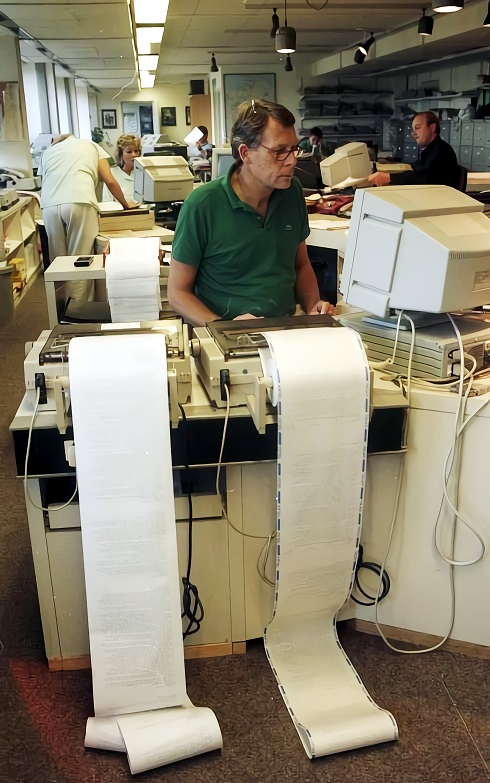
1988年、ドイツ・ボンにあるロイターオフィス

通信社はニュースを編集し、大量に配布するサービスである。公共消費のためのニュースとして情報を再パッケージ化する多様なクライアントに情報を配布するため、通信社はその報告でより論争の少ない言語を使用する傾向がある。その重要性にもかかわらず、通信社は一般大衆にはよく知られていない。彼らは低いプロフィールを保ち、彼らの記者は通常クレジット表記を受けない
まだ運営されている最古の通信社はフランス通信社（AFP）である。これは1835年、パリの翻訳者兼広告代理店であるシャルル＝ルイ・アヴァスによってアジャンス・アヴァスとして設立された。20世紀末までに、ロイターは他の通信社を利益で大きく上回り、ヨーロッパ最大の企業の一つとなった。2011年、トムソン・ロイターは100カ国以上で55,000人以上を雇用し、129億ドルの年間収益を計上した
UPI通信社は20世紀半ばに世界的な通信社として注目を集めたが、1980年代に縮小し、低価格で売却された。これは世界平和統一家庭連合企業のニューズ・ワールド・コミュニケーションズが所有している。
通信社、特にロイターと新たに重要となったブルームバーグニュースは、大衆向けのニュース記事とビジネスや投資家が関心を持つ金融情報の両方を伝えている。マイケル・ブルームバーグによって1981年に設立された民間企業であるブルームバーグLPは、リアルタイムで更新されるコンピュータ化された株式市場報告によって急速な進歩を遂げた。そのニュースサービスは、コンピュータ生成の分析とテキスト報告を組み合わせることでこの電子的な優位性を継続的に活用した。ブルームバーグは1990年代にフランス通信社と提携した
中国経済のマーケット化と1990年代のメディアブームに続いて、新華社は購読料などのいくつかの商業的慣行を採用したが、それは依然として政府の補助金を受けている。これはニュース配信、ニュース写真、経済情報、およびオーディオおよびビデオニュースを提供している。新華社は購読者数を増やしており、2002年には16,969人に達し、そのうち93%が中国の新聞である。123の海外支局を運営し、毎日300のニュース記事を制作している
相当なリーチを持つ他の機関には、ドイツ通信社（ドイツ）、共同通信社（日本）、『ANSA通信』（イタリア）、中東通信社（エジプト）、タニューグ（セルビア）、EFE（スペイン）、そしてアナドル通信社（トルコ）が含まれる
インターネット上では、フィードリーダーが通信社と同様の役割を果たしており、選択する情報源により、主要通信社から発信するニュース記事を送信する傾向がある。米国のヤフー！ニュースに表示される記事の91.7%は通信社から来ている：39.4%がAP、30.9%がAFP、そして21.3%がロイターからである。インドでは、ヤフー！ニュースの記事の60.1%がロイターから来ている。Google ニュースはニュース機関にやや依存度が低く、最も顕著な世界の出来事の最新のほんの一握りに重点を置くという意味で高い変動性を示している。2010年、Googleニュースはフロントページを自動的な地理的ターゲティングでリデザインし、すべての閲覧者に地元のニュース項目の選択を生成した

## グローバルニュースシステム
20世紀には、グローバルニュース報道は「ビッグ4」通信社—ロイター、アソシエイテッド・プレス、フランス通信社、そしてユナイテッド・プレス・インターナショナル—が西側諸国を代表し、共産主義機関：ソビエト連邦のタス通信と中国の新華社の組み合わせによって支配されていた。主要な世界的出来事の研究や様々な新聞の国際ニュース報道の分析は、一貫してニュース項目の大部分が4大通信社から発信していることを発見した
テレビ通信社には、ワールド・テレビジョン・ニュースを買収して統合したアソシエイテッド・プレス・テレビジョン・ニュースとロイター・テレビジョンが含まれる。1990年代に作られたブルームバーグニュースは急速に拡大し、国際ニュースの分野での重要なプレーヤーとなった。アソシエイテッド・プレスはまた、世界中に何千もの加入者を持つラジオネットワークを維持しており、多くの小さな局にとって国際ニュースの唯一の提供者である
一部の説によれば、1940年代にさかのぼり、ニュースシステムの相互接続性の増加はそれ自体が人類史のペースを加速させた

### 新世界情報コミュニケーション秩序
グローバルニュースシステムはヨーロッパとアメリカ合衆国の機関によって支配されており、その報道はそれらの利益と優先事項を反映している。グローバルニュースシステムに対するユーロアメリカンのコントロールは批判を招いている；世界中の出来事は常にホロコーストや第二次世界大戦などの出来事と比較され、これらは西洋で基礎的と考えられている。1960年代以来、第三世界からのかなりの量のニュース報道は、何らかの形の「開発ジャーナリズム」によって特徴づけられており、これは長期的な開発プロジェクト、社会変化、そして国家建設に焦点を当てるパラダイムである。1987年、米国メディアがドミニカ共和国での暴動を報じた時—これは何年もの間にその国に関する最初の主要なニュース項目だった—その結果の観光業の低下は何年も続き、経済に顕著な影響を与えた。英語はグローバルニュース交換で優勢である。批評家はグローバルニュースシステムを文化帝国主義を永続させていると非難してきた。さらに批評家は、西洋メディアの巨大企業が現状の経済秩序に対するバイアス、特に親企業バイアスを維持していると主張している
国際連合教育科学文化機関（UNESCO）は新世界情報コミュニケーション秩序を促進してきた。これは、すべての国の国立通信社を含む国際ニュース交換システムを想定している。UNESCOは1960年代に植民地から形成された新しい国家に通信社を設立し、国内ニュース記事を生成し、国際パートナーとニュース項目を交換し、両方のタイプのニュースを国内で普及させることを奨励した。これらの線に沿って、1980年のマクブライド報告は「多くの声、一つの世界」と題し、さまざまな政府からのより多くの参加を伴う相互依存的なグローバルニュースシステムを呼びかけた。この目的のために、UNESCOは非同盟通信社プールを形成した
1964年に設立されたインタープレスサービスは、第三世界の通信社の仲介役として機能してきた。インタープレスサービスの編集方針は、不平等、経済開発、経済統合、天然資源、人口、健康、教育、そして持続可能な開発に関連する出来事、機関、そして問題の報道を好む。他の機関よりも犯罪、災害、暴力に関する報道が少ない。地理的には、ニュース報道の70%がアフリカ、アジア、ラテンアメリカ、カリブ海に関するものである。IPSはラテンアメリカと南アフリカで最も多くの購読者を持っている。IPSは国際連合開発計画などの国際連合機関や民間財団から助成金を受け、環境、持続可能な開発、女性問題など、選ばれたトピックに関するニュースを報道している
1960年代から、アメリカ合衆国国際開発庁、アメリカ航空宇宙局、そしてUNESCOは国際放送のための衛星テレビの使用を開発した。インドでは1975年から1976年に、これらの機関はインド宇宙研究機関とオールインドラジオの支援を受けて、衛星教育テレビ実験と呼ばれる実験的な衛星テレビシステムを実施した

### グローバルニュースフローのさらなる変革
1980年代までに、第三世界の多くは1960年代以来蓄積された返済不可能な大規模な融資による累積債務問題に屈した。この時点で、世界銀行は多くの国の統治に積極的な役割を果たし、その権限は通信政策にまで及んだ。第三世界メディアを発展させる政策は、情報の国境を越えた自由な流れも保護する世界貿易機関のような自由貿易機関のグローバルな体制に道を譲った。世界銀行はまた、国家の電気通信の民営化を促進し、これによって大規模な多国籍企業にネットワークを購入し、第三世界での事業を拡大する機会を提供した
電気通信インフラが少ない国では、特に若者は今日、主に携帯電話から、そしてそれほどではないがインターネットからニュースを入手する傾向がある。年配の人々はより多くラジオを聴く。中国政府は特にアフリカにおいて、第三世界の電気通信の主要な投資家である。グローバル情報フローに関するいくつかの問題は、2003年／2005年の世界情報社会サミットでインターネットの観点から再検討された。この会議は情報化社会の統治における市民社会と民間セクターの役割を強調した

## ニュース価値
ニュース価値は報道のプロフェッショナルな規範である。一般的に、ニュースコンテンツには出来事の「5W1H」（誰が、何を、いつ、どこで、なぜ、そしてどのように）のすべてを含むべきである。新聞は通常、最初のページにハードニュース記事を配置し、最も重要な情報が冒頭にあるため、忙しい読者は望む限り少しでも多くでも読むことができる。設定された形式を持つローカル局やネットワークは、時間の制約のため、ニュース記事を取り上げ、最も重要な側面に分解する必要がある。
ジャーナリストはしばしば客観性を目指すことが期待されている；記者は、意見や個人的な視点を提供する解説者や分析者と比較して、バイアスなしに問題のすべての側面をカバーしようとすると主張している。その結果の記事は、事実を無菌的で非関与的な方式で並べ、「読者に決定させる」ために一歩下がって真実の問題を提示する。いくつかの政府はバイアスに対する特定の制約を課している。イギリスでは、政府機関のOfcom（通信庁）はニュース放送局に「公平性」の法的要件を強制している。ロシアなどの一部の政府は国営のニュース組織を運営している
ニュースライターは常に真実と客観性を主張してきたが、プロフェッショナルなジャーナリズムの現代的価値は1800年代後半に始まり、特に第一次世界大戦後にアメリカ新聞編集者協会のようなグループが公平なニュース報道のための規則を成文化したときに確立された。これらの規範はアメリカとイギリスのジャーナリズムで最も影響力を持ち、一部の他の国からは軽蔑された。これらの考えは世界中のジャーナリズムの実践の一部となっている。ソビエトの解説者は西側の報道の記事は現実からの取るに足らない気晴らしであり、日常生活の発展に焦点を当てた社会主義リアリズムモデルを強調した
客観性が期待されるそのような状況でも、それを達成することは難しく、個々のジャーナリストは自分自身の個人的なバイアスに陥ったり、商業的または政治的圧力に屈したりする可能性がある。同様に、複合企業によって所有されるニュース組織の客観性は、そのようなグループが複合企業の財政的利益を前進させることを意図した方法でニュースを報道するという自然なインセンティブの観点から、公正に疑問視されることがある。ニュース報道の対象となる個人や組織は、好意的な印象を与えるためにニュース管理技術を使用することがある。各個人が特定の観点を持っているため、ニュース報道には絶対的な客観性がないことが認識されている。ジャーナリストは集団的に、議論の対象となる論争と確立された事実とは何かについての意見を変えることがあり、これは2000年代の気候変動のニュース報道の均質化によって証明されている
ニュース価値に関する一部の解説者は、ジャーナリストのニュース価値に関する訓練それ自体がニュースの組織的なバイアスを表していると主張している。客観性の規範はジャーナリストを特定のタイプの行為に引き寄せ、他のものを排除するよう導く。ジャーナリストは、公務員や公人が特定の声明を出したという報告において、客観性を確信することができる。これが多くのニュース報道が公式声明に向けられている理由の一つである。このレンマは公的ニュース報道の初期の歴史にさかのぼり、1624年3月12日にブリュッセルからのニュースを手紙の形で発表した英国の印刷業者によって例示されている：「さて、私が自分の考えで言い回しを気に入らなかったり、推測して何かを改革したりしたと言わないように、彼ら自身の言葉を真に書き留めよう」
フェミニスト批評は、ニュース組織によって客観的と定義される言説が男性中心の視点を反映していると主張している。情報源の選択において、ジャーナリストは権威的で客観的に見える声明の情報源として男性に大きく依存している。ニュース報道はまた、女性を異なる方法で、通常は外見や男性との関係の観点から議論する傾向がある
伝統的な客観性の規範への批判はニュース組織からも来ている。BBCのテレビニュース責任者であるピーター・ホロックスは次のように述べた：「左右のバランスをとる中道的な公平性の時代は終わった。[…] 私が「はるかに広い急進的公平性」と考えるものを採用することを検討する必要がある—最も広範な見解を聞く必要性—物語のすべての側面である」

## ニュース制作の社会的組織

### ニュース組織
知識社会学的視点から見ると、大量消費のためのニュースは階層的な組織で制作される。構造の底辺付近で働く記者には、報告の研究と準備において、より高いレベルの意思決定者からの任務や時折の介入の対象となりながらも、かなりの自律性が与えられている。ニュース階層のトップにいるオーナーは間接的だが実質的にニュースの内容に影響を与える。ジャーナリズムのプロフェッショナルな規範は露骨な検閲を思いとどまらせる；しかし、ニュース組織は特定のトピックをどのようにカバーするかについて隠れた但し堅固な規範を持っている。これらの方針はジョブでの社会化を通じてジャーナリストに伝えられる；書かれた方針がなくても、彼らは単に物事がどのように行われるかを学ぶ。ジャーナリストはさまざまな理由で、包括的な雇用保障のためにこれらの規則に従う。ジャーナリストはまた、ジャーナリズムスクールを含む教育によって系統的に影響を受ける
ニュース制作はいくつかの方法でルーティン化されている。ニュース記事はトピックによって異なる馴染みのある形式とサブジャンルを使用している。「客観性の儀式」は、あるグループからの引用を競合するグループからの引用と対にするなど、ほとんどのニュース記述の構築を指示する。多くのニュース項目は定期的な記者会見やその他の予定されたイベントを中心に展開する。さらなるルーティンは、各ジャーナリストに担当分野を割り当てることによって確立される：通常、政府や商業を含む人間の事務の領域であり、そこで特定のタイプの出来事が定期的に発生する
ニュース制作を理解するための一般的な学術的枠組みは、情報ゲートキーパーの役割を調べることである：なぜそしてどのように特定の物語がニュース製作者からニュース消費者に伝わるのかを問うことである。明らかなゲートキーパーにはジャーナリスト、通信社のスタッフ、そして新聞のワイヤー編集者が含まれる。イデオロギー、個人的な好み、ニュースの出所、そして記事の長さは、ゲートキーパーに影響を与える多くの考慮事項の中にある。ソーシャルメディアはニュース普及の構造を変えたが、ソーシャルネットワークにおける少数の中心ノードの役割のため、ゲートキーパー効果は続く可能性がある
インターネット時代のニュースルームでは新しい要因が登場している。一つの問題は「クリック思考」であり、最も多くのウェブサイトのヒット数、ひいては広告収入を生み出すことができるニュース記事—そしてジャーナリスト—の編集選択である。新聞とは異なり、ニュースウェブサイトには、どの記事が人気があり、誰がそれらを読んでいるかについての詳細なデータ収集がある。迅速なオンライン投稿への推進力は、一部のジャーナリストが認めているように、ファクトチェックの規範を変え、検証が発表後に行われるようになった
ジャーナリストによる他のニュース源の時々帰属されないエコーは、ニュースフィードの均質性を増加させることもできる。デジタル時代は循環報告の問題を加速させる可能性がある：同じ誤りがますます信頼できる情報源を通じて伝播する。2009年、多くのジャーナリストがウィキペディアから発生した架空の引用を全て再現した後、恥をかかされた
ニュース組織は歴史的に男性が支配してきたが、少なくとも1880年代から女性がジャーナリストとして活動してきた。女性ジャーナリストの数は時間とともに増加しているが、組織の階層は主に男性によって支配されたままである。イギリスのニュース組織の研究では、意思決定者の80%以上が男性であると推定している。同様の研究では、アメリカ合衆国やオランダのニュース組織を支配する「オールド・ボーイズ・ネットワーク」が発見されている。さらに、ニュースルームはジェンダーによってジャーナリストを分け、男性に軍事、犯罪、経済などの「ハード」なトピックを、女性に「ソフト」で「人間化」されたトピックを割り当てる傾向がある

### 機関との関係
さまざまな理由から、ニュースメディアは通常、批判的な役割を果たすと自認する場合でも、国家と密接な関係を持ち、教会とも同様である。この関係は、報道機関が他の強力な社会機関との共生関係を発展させることができるために生じるようである。米国では、AP通信ワイヤーサービスはウエスタンユニオン電信会社との「二国間独占」を発展させた
1800年代半ばに力を得た通信社はすべて、それぞれの政府からの支援を受け、逆にある程度その政治的利益に貢献した。消費のためのニュースは、政府のある側面に対立する立場をとる場合でも、国家主義的な前提の下で運営されてきた。実際には、日常的なニュース制作の大部分は記者と政府関係者との相互作用を含んでいる。関連して、ジャーナリストは社会の階層的な見方を採用する傾向があり、それによれば組織のピラミッドの頂点にいる少数の人々がニュースの基礎となる現実についてコメントするのに最適な立場にある。したがって、広く言えば、ニュースはその社会的背景で支配的な権力構造の利益を正常化し反映する傾向がある
今日、国際非政府組織（NGO）は政府と競合し、ニュースの内容への影響力で政府を上回る可能性がある

### 国家統制
政府は国益を促進し政治戦を行うために国際ニュース伝送を使用し、これは代替的にパブリック・ディプロマシーとして知られ、現代では国際放送と呼ばれる。国際ラジオ放送は、帝国の文化的統合を求める世界の権力によって広範囲に使用されるようになった。イギリス政府は1937年にアラビア語、スペイン語、ポルトガル語のサービスを設立し、BBCラジオを外交的なツールとして使用した。アメリカのプロパガンダ放送にはボイス・オブ・アメリカとラジオ・フリー・ヨーロッパ／ラジオ・リバティが含まれ、冷戦中に設立され、今日も運営されている。アメリカ合衆国は世界最大の放送局であり続けているが、一部の説明によれば、c. 1980頃に一時的にモスクワ放送に抜かれた。他の主要な国際放送局には、中華人民共和国、台湾、ドイツ、サウジアラビア、エジプト、北朝鮮、インド、キューバ、そしてオーストラリアが含まれる。世界中で（特に以前はソビエト連邦でも）、BBCワールドサービスなどの国際的なニュース源は、国内の国営メディアの代替として歓迎されることが多い
政府はまた、第二次世界大戦中とその後にイギリス政府がロイター配信にニュースを挿入したときのように、民間ニュース組織を通じてプログラミングを流してきた。過去の暴露によれば、米国の軍事・情報機関は国内外のメディアに密かに広めるニュース記事を作成していると示唆されている。1970年代に行われた中央情報局の調査では、同局が何百ものニュース組織（通信社、新聞、雑誌）を直接所有していたことが判明した。ソビエトのニュース戦も国際ジャーナリスト機構のようなフロント組織の創設を含んでいた。ロシアのソ連国家保安委員会は世界中のニュース機関に流れる偽のストーリーを植え付ける偽情報戦略を積極的に追求した
湾岸戦争前のイラクへの放送は、地元の番組編成のスタイルを模倣していた。米国はまた、衛星テレビ局アル・フーラとラジオ局ラジオ・サワを特徴とする中東放送ネットワークを立ち上げ、24時間プログラミングをイラクとその周辺地域に放送した
今日、カタール政府が所有するテレビ・インターネットニュースネットワークであるアルジャジーラは、西側メディアの代替手段として何百万人もの人々に評価され、世界有数のニュース源の一つとなっている。国営の中国中央電視台は18のチャンネルを運営し、世界中で10億人以上の視聴者に到達している。イランのPRESS TVとロシアのロシア・トゥデイ（RTとしてブランド化）もマルチプラットフォームでの存在と大きな視聴者層を持っている。

### 広報
ニュースとは別のマーケティングを扱う広告とは異なり、パブリック・リレーションズは公衆に特定の印象を与えるためにニュースに影響を与える技術を含む。標準的な広報戦術である「第三者技術」は、企業との関係を明かさずに客観的に聞こえる声明をニュース組織に提供できる、一見独立した組織の創設である。広報機関はビデオニュースリリースのような完全なコンテンツパッケージを作成することができ、これらは出所に関する解説や詳細なしにニュースとして再放送される。ビデオニュースリリースは通常のニュース番組のように見えるが、視聴者に影響を与えるために微妙なプロダクトプレイスメントやその他の技術を使用している
広報リリースは、締め切りに追われる、ますます過労状態のジャーナリストに、ニュース価値のある貴重な情報を提供する。（この予め組織化されたニュースコンテンツは情報補助金と呼ばれてきた。）。ジャーナリストは確立された利益に対する自治性や反対の外観に依存しているが、広報担当者はニュースに対するクライアントの影響力を隠そうとする。このように、広報はその魔法を秘密裏に行う
広報は、クウェートの病院での「赤ちゃんを保育器から取り出す」イラク兵士に関する1990年のニュース記事の場合のように、国家の目標と一致することがある。ビアフラ戦争の間、連邦政府と分離独立したビアフラ共和国の両方が広報会社を雇い、これらは西側の世論に影響を与えるために競争し、その間に戦争に関するニュース報道で使用される重要な物語のいくつかを確立した
全体として、広報業界の地位は強くなり、ニュース制作者の地位は弱くなっている。広報担当者は社会のすべてのセクターに関するニュースの制作を仲介している

## ニュース消費
何世紀にもわたり、新聞と社会の評論家たちは、ニュースに対する広範な人間の関心を繰り返し観察してきた。社会の政治的・経済的機関のエリートメンバーは、情報の一つの限られた情報源としてニュースに依存するかもしれないが、大衆にとってニュースは、社会が管理される操作を垣間見る比較的排他的な窓を表している
ニュースメディアのある社会の一般の人々は、ニュース報道を読んだり見たりするのに多くの時間を費やすことが多い。新聞は国家的・文学的文化の重要な側面となった—ジェームズ・ジョイスの『ユリシーズ』によって例示されるように、これは1904年6月16日（およびその周辺）の新聞から派生し、新聞社そのものをダブリンの生活の重要な部分として表している
社会学者バーナード・ベレルソンによる1945年の研究によると、1945年のニューヨーク新聞ストライキの間、ニューヨーカーはニュースに対する事実上の依存症を示し、撤退によって「迷子」、「神経質」、「孤立」、「苦しんでいる」と自己描写した。テレビニュースは日常生活にさらに組み込まれ、一日の異なる時間に特定の番組が期待されている。子供たちはニュースを退屈で、真面目すぎる、または感情的に混乱させるものと感じる傾向がある。彼らはニュースを大人の特徴として認識し始め、それが与える大人のステータスのために、十代の頃からテレビニュースを見始める
人々はニュースに対してさまざまな形の懐疑心を示す。タブロイド読者の研究では、多くの人が明らかに偽物または不十分に構築されたストーリーを見抜くことから喜びを得ていることがわかった—そして彼らの「本当のニュース」はテレビから得ている

### 社会的・文化的結束
プライベートな情報伝達とニュースを区別する重要な特徴は、それを読む（または聞く、または見る）とき、より大きな公衆に加わるという印象である。この点で、ニュースは文化や社会の旗印の下、またお気に入りの種類のニュースをターゲットにした社会のサブ人口統計の下で、その受信者を統一する役割を果たす。したがって、ニュースは国民形成、国家的アイデンティティの構築において役割を果たす
ニュースに関連する報道写真もまた象徴的になり、文化の中で固定的な役割を獲得することができる。アルフレッド・アイゼンスタットの写真『勝利のキス』、フィン・コン・ウトのファン・ティー・キムフックと他の子供たちがベトナムでナパーム爆撃から逃げる写真；ケビン・カーターのハゲワシに付け狙われている飢餓の子供の写真などの例がある
グローバルメディアの新たな相互接続性により、世界の視聴者と共にニュースを受け取る経験は、より大きな規模で社会的結束効果を強化する。結果として、グローバルメディア文化は国家文化の独自性と結束力を侵食する可能性がある

### 公共圏
この集合的形式の経験は、政治的領域または公共圏を構成すると理解することができる。この見解では、ニュースメディアは政府の運営をチェックアンドバランスする第四の権力を構成する
この考えは、少なくとも追求すべき目標として、グローバルコミュニケーションの時代に再び現れた。今日、世界の出来事の分析と議論のために前例のない機会が存在する。CNNエフェクトの一つの解釈によれば、瞬時のグローバルニュース報道は、これまでにないほど政治的行動を動機付けるために世論を結集することができる。1989年、地方および世界のコミュニケーションメディアにより、六四天安門事件における中国政府の行動の即時的な暴露と議論が可能になった。天安門広場に関するニュースはファックス機、電話、新聞、ラジオ、テレビを通じて伝わり、政府が地方の通信に新たな制限を課した後も伝わり続けた

### ニュースイベント
ニュースを広めるための技術的手段が強力になるにつれて、ニュースは何百万人もの人々が同時に経験できる出来事になった。顕著なニュース体験は、何百万人もの人々に深い影響を与えることができる。その共有体験を効果的にするための力を通じて、ニュースイベントは社会の集合的記憶を形作ることができる
一種のニュースイベントであるメディアイベントは、大規模なライブ放送用に準備された台本付きの催しである。メディアイベントには、スーパーボウルやオリンピックなどのスポーツ競技、賞の授与式や有名人の葬儀などの文化的イベント、また戴冠式、選挙候補者間の討論会、外交儀式などの政治的イベントが含まれる。これらのイベントは通常、それらに関するニュース項目の伝達を簡素化する共通のフォーマットに従って展開する。通常、それらは放送局と視聴者を含むすべての関係者の認識される統一性を高める効果がある。今日、国家独立宣言のような国際的なイベントは、主要ニュース機関と事前に台本が作成され、ライブニュース放送の前に世界中の主要な場所に特別に配置されたスタッフがいる。広報会社もこれらのイベントに参加することができる
進行中の危機が発生しているという認識は、ライブニュースの重要性をさらに高める。人々はニュースに依存し、恐怖と不確実性の感情の中で新しい情報と安心を求めて絶えずそれをさらに求める。危機はまた、社会的結束に対するニュースの効果を高め、国の人口をその現在のリーダーシップの後ろに「結集」させることができる。グローバルニュースシステムの台頭は、テロリズムやその他の扇情的な行為の出現と手を携えており、これらは捕らえた視聴者に比例した力を持っている。1979年、イランでのイランアメリカ大使館人質事件は、西側メディアでの数ヶ月にわたるニュース報道を支配し、「危機」の地位を獲得し、大統領選挙に影響を与えた
南アフリカ人は圧倒的に、アパルトヘイトの終結を同国の最も重要なニュースの源として描写している。アメリカ合衆国では、1960年代の暗殺（ケネディ大統領暗殺事件、マーティン・ルーサー・キング・ジュニア暗殺事件、およびロバート・ケネディ暗殺事件）、1969年の月面着陸、1986年のスペースシャトル・チャレンジャー爆発、1997年のダイアナ妃の死、2000年アメリカ合衆国大統領選挙における最高裁判所の介入、および2001年のアメリカ同時多発テロ事件のようなニュースイベントがある。ヨルダンでは、人々はフセイン1世王、ダイアナ妃、そしてイツハク・ラビンの死を含む、死と戦争に関連する数多くの記憶に残るニュースイベントを引用した。ヨルダン人によって記憶に残る肯定的なニュース記事は、イスラエルの南レバノンからの撤退やイスラエル・ヨルダン平和条約など、彼らの生活と家族に影響を与える政治的出来事を特徴としていた
ニュース報道はまた、回顧的に集合的記憶を形作ることができる。国の60周年記念のメディアイベントに至るイスラエルのニュース報道の研究では、ホロコースト、第二次世界大戦、およびその後のイスラエルの戦争に関するニュース報道が、市民の心の中でこれらの出来事の認識される重要性を高めたことが分かった

### ニュースメイキング
ニュースメイキングはニュースを作ること、またはニュース価値があると考えられることを行う行為である。ニュース作りの行為について議論するとき、学者は特定のモデルを参照する。これらのモデルのうち5つは、プロフェッショナルモデル、ミラーモデル、組織モデル、政治モデル、および市民ジャーナリズムモデルである
プロフェッショナルモデルは、熟練した人々が特定の視聴者のために特定のイベントをまとめることである。視聴者の反応は影響力があり、それは特定の記事や新聞が読者に与える影響を決定することができる。ミラーモデルは、ニュースは現実を反映すべきであると述べている。このモデルは特定のイベントに焦点を当て、報道の正確性を提供することを目指している。組織モデルはバーゲニングモデルとしても知られている。それは政府のプロセスにプレッシャーをかけることによって様々なニュース組織に影響を与えることに焦点を当てている。政治モデルは、ニュースが人々のイデオロギー的偏見と政治的環境のさまざまな圧力を表していることを概説している。このモデルは主にジャーナリストに影響を与え、世論を促進しようとする。市民ジャーナリズムモデルは、報道機関が人々の関心事を発見し、それを使って記事を書くときである。これにより、視聴者は社会で積極的な役割を果たすことができる。
ニュース作りのモデルは、ニュースとは何か、そしてそれが読者にどのように影響するかを定義するのに役立つ。しかし、必ずしも印刷ニュースやオンラインメディアの内容を説明するわけではない。記事は、強い影響力があり、暴力やスキャンダルを含み、馴染みがあり地元のものであり、タイムリーである場合に選ばれる。
強い影響力を持つニュース記事は読者に簡単に理解される。暴力とスキャンダルは娯楽的で注目を引く物語を作り出す。馴染みのあるものは、誰について話しているのか読者が知っているため、より関連性のある物語になる。近接性は読者により影響を与える可能性がある。タイムリーな物語は、それが現在の出来事であるため、より多くの報道を受けるだろう。記事を選択するプロセスとニュース作りのモデルとの組み合わせは、メディアが社会で効果的かつ影響力を持つ方法である。

### 心理的効果
戦争の絶え間ないニュース報道への曝露はストレスと不安につながる可能性がある。2001年の同じ映像を何度も繰り返す世界貿易センターの崩壊のテレビ報道は、アメリカ全土で経験された心的外傷の症状につながった。研究によると、子供たちもチャレンジャー号爆発事故を含む他の恐ろしい出来事のテレビへの曝露によってトラウマを与えられてきた。ジャーナリスト自身もトラウマと罪悪感を経験する
研究はまた、ニュースにおける暴力の絶え間ない表現が、人々に実世界でのその発生頻度を過大評価させ、それによって日常的な状況での恐怖のレベルを高めることを示唆している

### 影響
ニュース配信の内容とスタイルは確かに一般大衆に影響を与えるが、これらの影響の規模と正確な性質は実験的に決定するのが難しい。西洋社会では、テレビ視聴はとても普及していたため、心理学や文化への総合的な影響によって比較の代替手段がほとんど残されていない
ニュースは世界中の人々にとって世界の問題に関する知識の主要な情報源である。アジェンダ設定理論によれば、一般大衆はニュースで強調される問題をその優先事項として特定する。アジェンダ設定モデルは研究によって十分に支持されており、一般の自己報告による懸念は、根底にある問題自体の変化よりもニュース報道の変化に応じていることを示している。問題が人々の生活に明らかに影響を与えないほど、それに対する意見にメディアのアジェンダ設定がより大きな影響を与える可能性がある。アジェンダ設定力は、異なるメディアチャネルによって普及するニューストピックの対応により、実際にはさらに強くなる

## スポンサーシップの影響
スポンサーが歴史的にさまざまなニュース記事に影響を与えてきたことが認められている。この歴史は2013年の映画『俺たちニュースキャスター 史上最低!?の視聴率バトルinニューヨーク』の公開後に広く注目を集めた。最近の例の一つは、Meta (企業)がニュース源に大きく投資し、地元のニュースメディア機関での時間を購入しているという事実である。『TechCrunch』のジャーナリストであるジョシュ・コンスティンは2018年2月に、同社が「ニュースビジネスを盗んだ」と述べ、多くのニュース出版社を「ゴーストライター」にするためにスポンサーシップを使用したと述べた。2019年1月、創設者のマーク・ザッカーバーグは3年間にわたって地元のニュース購入に3億ドルを費やすと発表した。